# Iglesia fortificada de San Feliu
La iglesia parroquial de San Feliu de Parlabá está situada en el centro del municipio de Parlabá, en el Bajo Ampurdán, Cataluña, España.

## Historia
Fue edificada entre los siglos XII y XIII, pero ya se tiene constancia en 1019 en el acta de fundación de la canónica de la Seo de Gerona, donde consta la donación hecha por los condes Ermesenda y Berenguer de la mitad de la parroquia de San Feliu a la comunidad.
En 1314 fue comprada por el obispo de Gerona, Guillem de Vilamarí, haciéndola depender del castillo de Rupiá. Junto con la de Ultramort, formaba parte en el siglo XVII de la alcaldía de Rupiá, perteneciente al obispado.

## Arquitectura

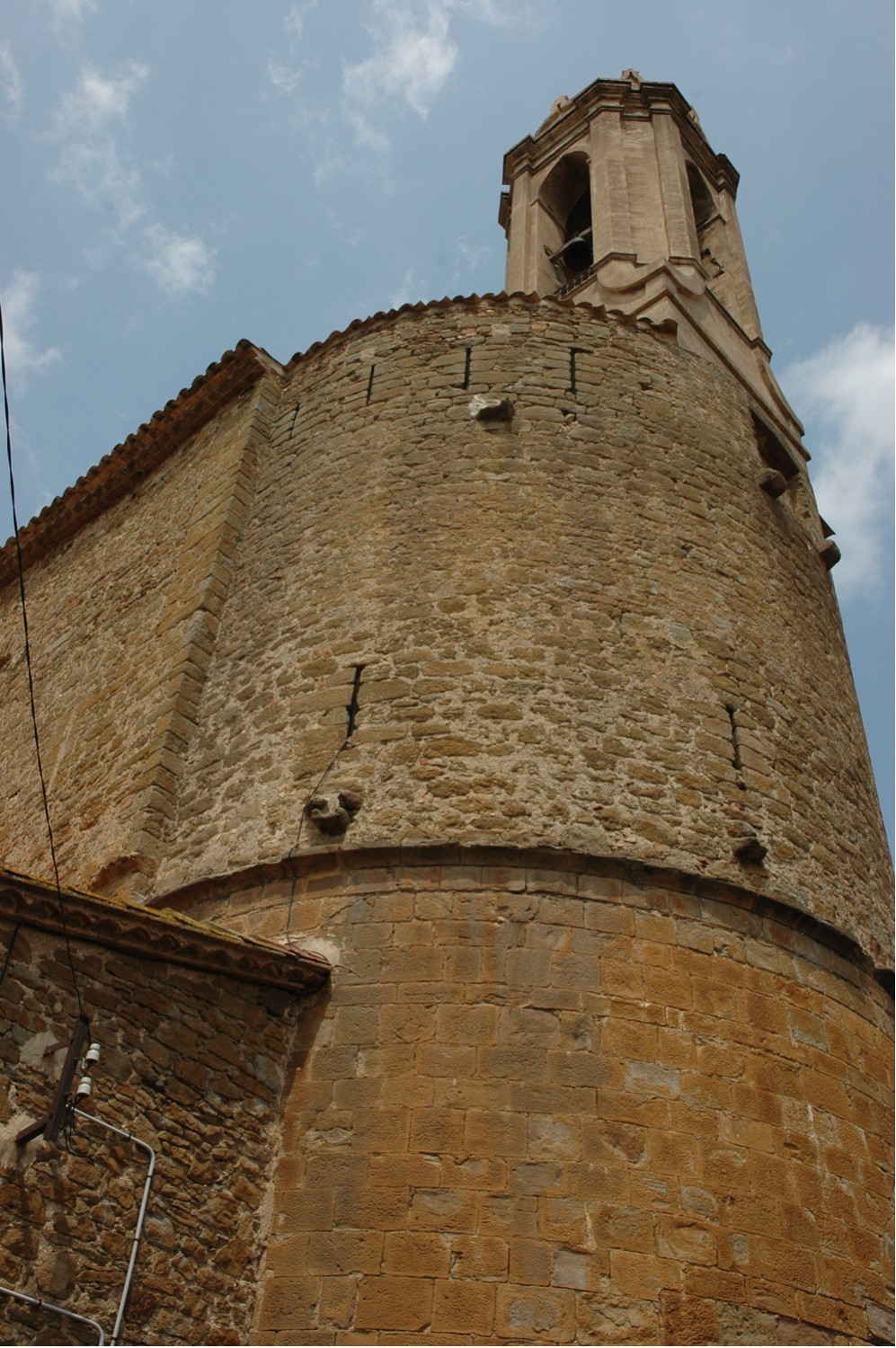
Detalle del ábside

Consta de una sola nave con planta de cruz latina y cubierta con bóveda apuntada. El ábside, que se abre a la nave por un simple pliego, tiene una bóveda almendrada y el centro se abre una ventana de doble derrame con las dos vertientes en gradación.
En el siglo XIV se llevaron a cabo unas obras de fortificación que comportaron el despegue de todos los muros del perímetro del templo hasta doblar su altura original. En estos muros hay estacas, unas aspilleras y un matacán. En el ángulo suroeste, por encima de la cornisa, se conserva un sillar con una cruz griega inscrita en un círculo.

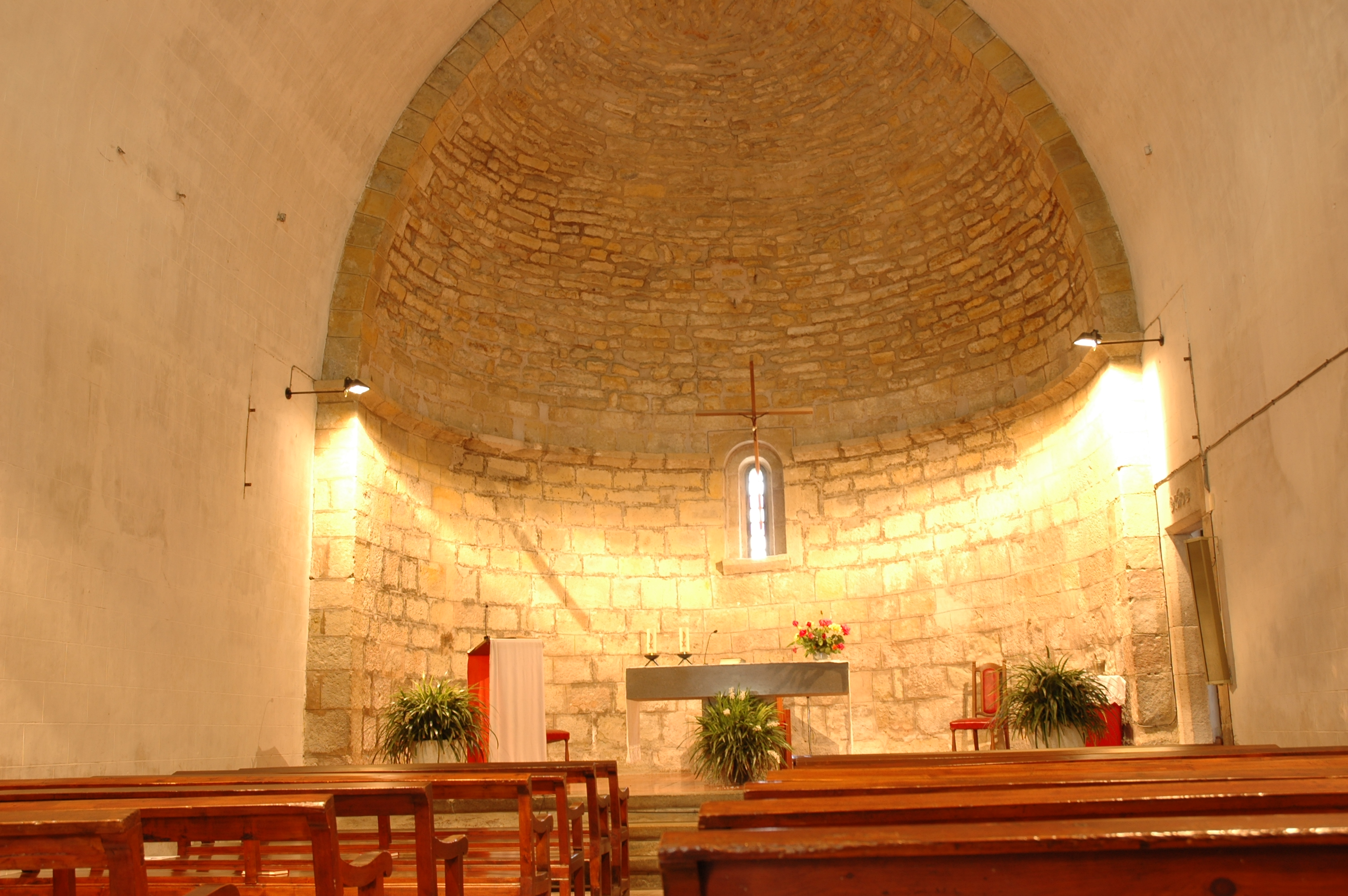
Interior con el ábside iluminado

En siglos XVI y XVII se añadieron dos capillas y la sacristía, y en el siglo XIX el campanario. Se puede observar su fisonomía primitiva en la fachada oeste, donde hay una puerta de 1742. Así, sobre el pequeño rosetón, se pueden ver, tabicadas, dos arcadas sobre pilastras que formaban parte del antiguo campanario de espadaña.
En una colección privada de Barcelona, se conserva una talla de una Virgen con el Niño, del siglo XII y procedente de la iglesia.